# Castell de Sorita
El castell de Sorita és un petit castell, del que amb prou feines en queden restes, situat en un estret penya-segat damunt del nucli actualment despoblat, de Sorita, al terme de Baells (Llitera).
L'únic element que en queda és la meitat de la base d'una torre rodona, feta amb carreus petits. Al costat hi ha un fossat en forma de V per protegir-ne el costat més accessible.
A finals del segle xi els comtes d'Urgell el conqueriren als musulmans, i la primera menció documental és del 1096. Es creu que l'origen del castell és d'aquesta època de frontera.